# اچ‌ام‌اس تورپین (پی۳۵۴)
اچ‌ام‌اس تورپین (پی۳۵۴) (به انگلیسی: HMS Turpin (P354)) یک زیردریایی بود که طول آن ۲۷۶ فوت ۶ اینچ (۸۴٫۲۸ متر) بود. این زیردریایی در سال ۱۹۴۳ ساخته شد.